# David Perlov
Pour les articles homonymes, voir Perlov.
David Perlov (en hébreu, דוד פרלוב) est un cinéaste israélien né le 9 juin 1930 à Rio de Janeiro (Brésil) et mort le 13 décembre 2003 à Tel-Aviv (Israël).
Il est considéré comme le fondateur du cinéma israélien et est célébré internationalement pour ses essais cinématographiques et, surtout, son journal filmé.

## Biographie
Il passe son enfance à Belo Horizonte. À dix ans, il déménage à São Paulo.
En 1957, à Paris où il est arrivé en 1952 et devenu l'assistant d'Henri Langlois à la Cinémathèque française, il réalise un premier court métrage, Tante chinoise et les autres, d'après des dessins satiriques d'une petite fille de 12 ans.
En 1958, il émigre en Israël où il tourne en 1963 l'essai documentaire À Jérusalem (33 minutes), un des films les plus importants de l'histoire du cinéma israélien.
Après avoir réalisé deux drames académiques, ses nouveaux projets sont refusés par la bureaucratie idéologique. En mai 1973, David Perlov décide d'acheter une caméra 16 mm. Il s'en servira pour ce qui deviendra son Yoman/Journal (six parties de 52 minutes, 1973-1985). Je filme jour après jour à la recherche d'autre chose. Le journal filmé de David Perlot a été édité par Re:Voir Vidéo en 2006 .
Depuis 1973, il était professeur de cinéma à l'Université de Tel-Aviv.